# Eugeniusz Gąsior
Eugeniusz Gąsior (ur. 25 listopada 1929 w Podlesiu Dużym, zm. 14 lipca 1993 w Lublinie) – polski biochemik, biolog molekularny. Rektor Uniwersytetu Marii Curie-Skłodowskiej w Lublinie.

## Życiorys
Po ukończeniu szkoły w Radecznicy przeprowadził się w 1946 do Lublina, gdzie rozpoczął naukę w Liceum im. Hetmana Jana Zamoyskiego. Dwa lata później wstąpił na Wydział Chemii Uniwersytetu Marii Curie-Skłodowskiej. W 1952 obronił pracę magisterską i został asystentem w Katedrze Chemii Fizjologicznej Akademii Medycznej kierowanej przez prof. Janinę Opieńską-Blauth. W 1960 uzyskał stopień doktora broniąc na Wydziale Biologii i Nauk o Ziemi Uniwersytetu Marii Curie-Skłodowskiej w Lublinie pracę pt "Aktywacja aminokwasów i peptydów u Mycobacterium phlei", a następnie po uzyskaniu stypendium naukowego z National Institute of Health wyjechał do Stanów Zjednoczonych. Przebywając tam w Tufts University oraz Harvard Medical School w Bostonie prowadził badania nad biosyntezą białka pod kierunkiem prof. Kivie Moldave'a. W 1966 przedstawił na Wydziale Lekarskim lubelskiej Akademii Medycznej pracę habilitacyjną pt. "Studia nad biosyntezą białka. Izolacja i oczyszczanie aminoacylo-tRNA transferaz z wątroby szczurzej i Escherichia coli", a następnie został docentem na Zakładzie Mikrobiologii Ogólnej Uniwersytetu Marii Curie-Skłodowskiej w Lublinie. Zorganizował Pracownię Chemii Bakteryjnej, a następnie po jej przekształceniu w Zakład Biologii Molekularnej stanął na jego czele. W 1969 ponownie wyjechał na rok do Stanów Zjednoczonych, przebywał wówczas jako visiting professor w University of Pittsburgh. Od 1970 przez siedem lat był dyrektorem Instytutu Mikrobiologii i Biochemii a następnie Instytutu Mikrobiologii. W 1973 uzyskał tytuł profesora nadzwyczajnego, w 1977 po raz trzeci przebywał w Stanach zjednoczonych, tym razem na Uniwersytecie Kalifornijskim w Irvine. Wnioski z przeprowadzonych tam badań nad biosyntezą białka zawarł w pracy, którą przedstawił w 1980 i uzyskał tytuł profesora zwyczajnego. Został wówczas prorektorem ds. Nauki i Badań Naukowych i pełnił tę funkcję do wybuchu stanu wojennego, od 1984 do 1987 był dziekanem Wydziału Biologii i Nauk o Ziemi UMCS. W 1990 zaangażował się w działalność polityczną w ramach reaktywowanego Polskiego Stronnictwa Ludowego, ale po krótkim czasie wycofał się skupiając się na pracy naukowej. Również w 1990 został wybrany na rektora uczelni i pełnił tę funkcję trzy lata, w międzyczasie, w 1991 został członkiem korespondentem Wydziału Nauk Biologicznych Polskiej Akademii Nauk. W 1993 został ponownie wybrany na rektora uczelni, ale tę kadencję przerwała nagła śmierć.

## Członkostwo
- Przewodniczący Lubelskiego Oddziału Polskiego Towarzystwa Biochemicznego oraz Wydziału II Nauk Przyrodniczych Lubelskiego Towarzystwa Naukowego.
- Członek Rady Redakcyjnej "Postępów Biochemii" oraz "Acta Biochimica Polonica".
- Zasiadał w Centralnej Komisji Kwalifikacyjnej i Radzie Głównej Nauki i Szkolnictwa Wyższego.
- Członek Rady Naukowej Instytutu Biochemii i Biofizyki PAN oraz Komitetu Biochemii i Biofizyki PAN.
- Członek korespondent PAN (od 1991)[2]